# 電訊公司
電訊公司，又稱電訊公司，是電訊服務業，包括通訊服務公司。
電訊公司是資金集中式（Capital intensity）的服務業，最大的資本投資是實質的電話網絡及電信設備。
由於電訊是一個國家、地區的重要基礎設施，因此在不少國家，電訊公司是特許企業，會規定外國資金的比例上限。部份國家的電訊公司為國營企業或是政府有主導權的企業。

## 服務種類
- 固網電信
- 收費電視
- 有線電視
- 流動通訊
- 電話亭
- 黃頁分類
- 互聯網供應商
- 行動電話
- 電報
- 傳真